# Losbanosia tamdaoensis
Losbanosia tamdaoensis är en insektsart som beskrevs av Jacek Szwedo och Adamczewska 2004. Losbanosia tamdaoensis ingår i släktet Losbanosia och familjen Derbidae.
Artens utbredningsområde är Vietnam. Inga underarter finns listade i Catalogue of Life.